# تور زنده چارلی
تور زندهٔ چارلی (به انگلیسی: Charli Live Tour) تور کنسرتی از هنرمند ضبط انگلیس چارلی ایکس‌سی‌ایکس بود که به‌منظور حمایت از سومین آلبوم استودیویی وی چارلی (۲۰۱۹) برگزار شده بود.

## فهرست ترانه‌ها
1. «چارلی سطح بعدی»
2. «کلیک»
3. «نمی‌خوام بدونم»
4. «ووم ووم»
5. «رفته»
6. «گرم»
7. «خطت میزنم»
8. «فوریهٔ ۲۰۱۷»
9. «افکار»
10. «مرسدس سفید»
11. «رسمی»
12. «بلرزونش»
13. «گرفتمش»
14. «ترانهٔ ۱۰» / «میندازمش گردن عشق تو»
15. «صلیب نقره‌ای»
16. «۲۰۹۹»

دوباره‌خوانی
1. «بازش کن»
2. «عاشقشم»
3. «پسرها»
4. «۱۹۹۹»